# Cornops aquaticum
Cornops aquaticum är en insektsart som först beskrevs av Bruner, L. 1906.  Cornops aquaticum ingår i släktet Cornops och familjen gräshoppor. Inga underarter finns listade i Catalogue of Life.